# Karl Ruben
Karl Ruben (4 d'agost de 1903 - 28 d'octubre de 1938) va ser un mestre d'escacs danès.
Va guanyar un matx contra Johannes Pedersen (1,5–0,5) a Aalborg 1927, acabà empatat al 2n-3r llocs al Campionat Danès a Vordingborg 1927 (guanyat per Erik Andersen), va compartir el 2n lloc a Copenhaguen 1927 (Politiken Cup, el campió fou Géza Maróczy),  acabà empatat als llocs 5-6 a Copenhaguen 1928 (Aron Nimzowitsch fou el campió), va empatar als llocs 7-9 a Svendborg 1930 (Campionat de Dinamarca, va guanyar Andersen), i va guanyar en una partida simultània contra Aleksandr Alekhin a Copenhaguen el 1930.
Ruben va jugar quatre vegades amb Dinamarca a les Olimpíades d'escacs els anys 1927, 1928, 1930, 1931 i va guanyar la medalla de plata per equips a Londres el 1927.